# Charadrella malacophaga
Charadrella malacophaga är en tvåvingeart som beskrevs av Guilherme A.M.Lopes 1938. Charadrella malacophaga ingår i släktet Charadrella och familjen husflugor. Inga underarter finns listade i Catalogue of Life.